# 建武軍
建武軍，五代十国后期南唐的行政区划。
南唐昇元六年（942年），以天长县（今安徽省天长市）置建武軍。不久，改新和州为雄远军，治所在天长县。南唐保大十五年（957年），割六合、天长置雄州。未几，以六合还隶扬州，以天长为雄州。后周显德五年（958年），南唐献江北泗、滁、濠等14州予后周，天长（雄州）一带在内。此后，南唐升南城县为建武军。宋太宗太平兴国三年（978年），改建武军为建昌军。